# TM (motorfiets)
TM is een Italiaans motorfietsmerk.
Italiaans merk van Claudio Flenghi en Francesco Battistelli. Zij begonnen halverwege de jaren zeventig motorfietsen om te bouwen en sneller te maken. Uiteindelijk richtten zij zich op Yamaha-crossers die voorzien werden van door Battestilli gebouwde frames. De merknaam kwam van de voornamen van hun beide zoons, Thomas en Mirko. 
In 1976 werden de eerste prototypes van de TM-crossmotoren getoond. De blokken waren nog steeds gebaseerd op die van Yamaha. Ze werden direct goed verkocht. In 1979 werd de firma uitgebreid met de coureurs Serafini en Lolli. De motorfietsen werden verder verbeterd en er werden ook enduromotoren gepresenteerd. Tegenwoordig maakt TM crossers en enduros van 80- tot 400 cc, zowel twee- als viertakten.
TM maakt nu ook supermotards 450 smx
Karting. 
TM cross blokken worden ook veel ingezet op schakelkarts. TM maakt ook speciale kart blokken voor schakel frames die meer kracht produceren dan de cross blokken. 